# گاه‌شماری ارمنی

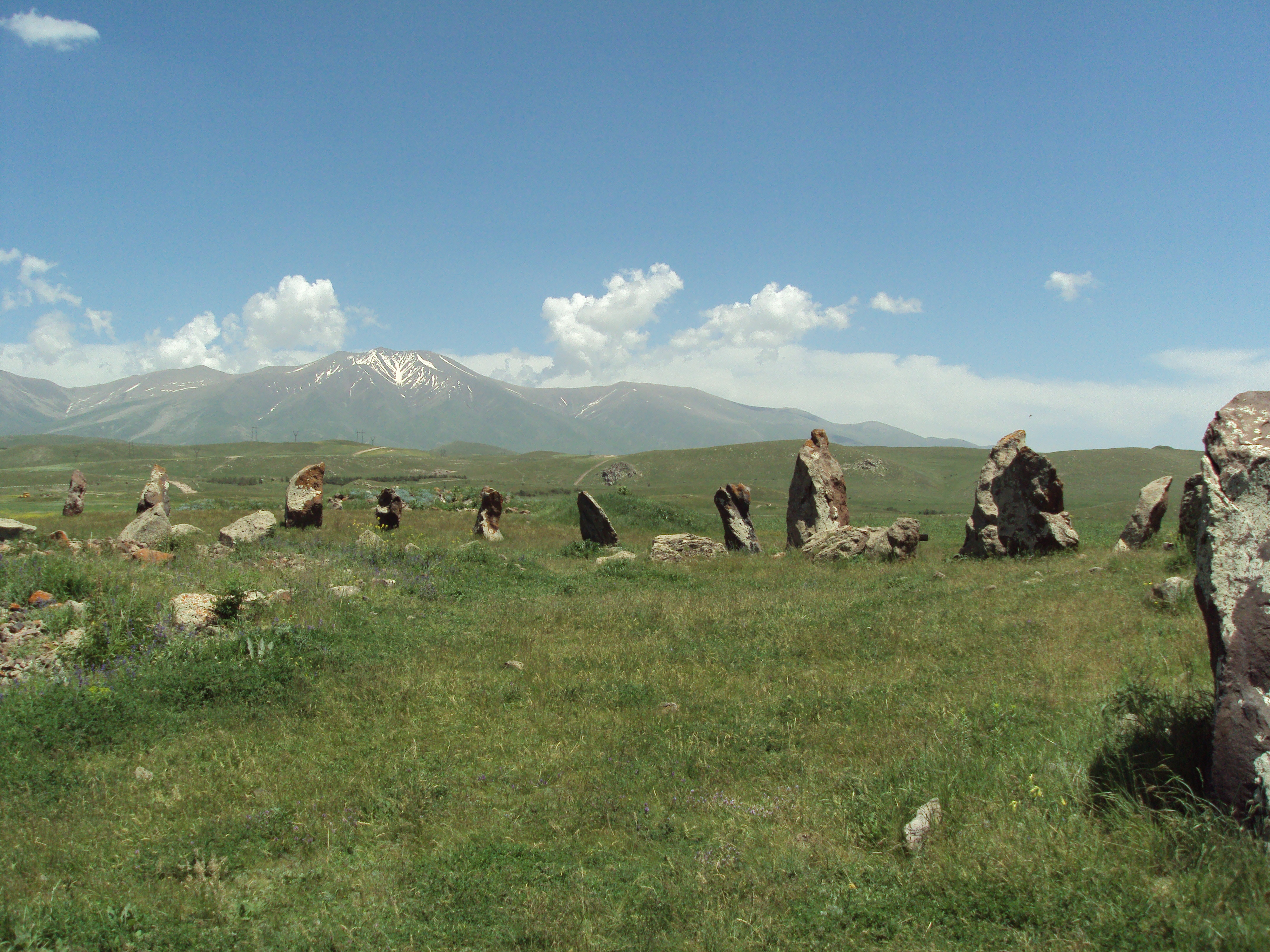
کاراهونج (زوراتس کارر)

گاهشماری ارمنی تقویم مردم ارمنی است. ارمنستان نیز به منزلهٔ سرزمینی تاریخی و کهن از گذشته تا به امروز تقویم‌های متنوعی داشته است.
گاه‌شماری خورشیدی از جمله تقویم‌هایی بوده که در دوره‌های مختلف در ارمنستان کاربردی ویژه داشته. از آنجا که خورشید جزء خدایان اصلی ارمنیان باستان محسوب می‌شده‌استفاده از این تقویم نیز توجیه‌پذیر است. در مورد گاه‌شماری قمری هنوز برای ما مشخص نیست که آیا این نوع تقویم نیز در ارمنستان کاربرد داشته است یا خیر.
ستاره‌شناسان زوراتس کارر از ۷٬۵۰۰ سال پیش به این موضوع پی برده بودند و می‌دانستند که برای داشتن تقویمی ثابت، که در آن تاریخ جشن‌ها تغییر نیابد و متناسب با حرکت خورشید باشد، می‌بایست هر ۴ سال یک بار ۱ روز به این تقویم بیفزایند. با این محاسبات تقویمی ثابت در رصدخانهٔ کاراهونج تدوین شد که مطابق آن روز اول سال از اعتدال بهاری (۲۱ مارس) و ساعت ۶ صبح یا بعد از ظهر شروع می‌شد. به این ترتیب، یک دورهٔ ۱۴۶۱ ساله یک دورهٔ ارمنی نامیده شد. ارمنیان طی ۵٬۰۰۰ سال (تا سده ۱۹ (میلادی)) به‌طور هم‌زمان از دو تقویم ثابت و متحرک استفاده می‌کردند و نحوهٔ استفاده از این تقویم را به ملل دیگر نیز آموخته بودند.
گاه‌شماری ساده و منظم، تقسیم‌بندی ۳۰ روزهٔ ماه‌ها، وجود ۵ روز اضافی در آخر سال، نام‌گذاری روزهای ماه، انتساب هر ماه و هر روز به ایزدی خاص، گرفتن جشن در روزهایی که نام آن روز با نام ماه یکی می‌شده، نام‌گذاری روز نوزدهم ماه نخست به نام همان ماه، نگه داشتن کبیسه مخصوصاً از سوی روحانیان و وجود دورهٔ ۱۴۶۱ ساله همگی تشابهاتی در گاه‌شماری‌های ارمنی، ایرانی و مصری هستند که نشان دهندهٔ نزدیکی و قرابت فرهنگی این ملل باستانی‌اند.

## گاه‌شماری اصلی ارمنی یا گاه‌شماری هایک
گاه‌شماری دیگری که در ارمنستان مورد استفاده بوده گاه‌شماری اصلی ارمنی است که در۲۴۹۲ق‌م به فرمان هایک (اسطوره)، پادشاه ارمنستان، ملقب به کِسار معمول شد.
همان‌گونه که موسس خورناتسی در کتاب تاریخ خود شرح می‌دهد پس از آنکه هایک، پادشاه ارمنی، بر بِل و سپاه او، که به هدف تسخیر و تصاحب سرزمین هایک از بابل (دولت‌شهر) به سوی ارمنستان گسیل شده بودند، پیروز شد فرمان داد تا همه ساله روز این پیروزی را گرامی بدارند. او نام ماه‌ها را نیز به اسم پسران و دختران خود نام‌گذاری کرد.
تاریخ ۲۴۹۲ق‌م را قوند آلیشان، مورخ ارمنی قرن نوزدهم میلادی، بازسازی کرده است. سال نو (روز اول ماه ناواسارد در گاه‌شماری ارمنی) در تاریخ ۴۲۸ میلادی مطابق گاه‌شماری متحرک خورشیدی ارمنی با ۲۳ اوتِ گاه‌شماری یولیانی (یا ۱۱ اوت مطابق گاه‌شماری کنونی یا گریگوری) یکسان و برابر است. آلیشان با استناد به این دلایل و با در نظر گرفتن دوران ۱۴۶۰ سالهٔ ارمنی چنین محاسبه کرد:
۲۴۹۲= ۱۴۶۰+۱۰۳۲= ۴۲۸–۱۴۶۰
او تأکید دارد که تاریخ ۲۴۹۲ق‌م را نویسندگان کلاسیک مانند آفریکانوس و اوسبیوس نیز به منزلهٔ تاریخ کشته شدن بِل تأیید کرده‌اند.
گاه‌شماری اصلی ارمنی شامل ۱۲ ماه و هر ماه نیز شامل۳۰ روز است؛ یعنی، ۳۶۰ روز به اضافهٔ ۵ روز اضافی (احتمالاً برای جشن گرفتن سال نو یا مطابق گاه‌شماری اصلی ارمنی ۶ روز اضافی در هر ۴ سال یک بار). ماه‌ها، روزهای ماه و اوقات شبانه روز با اسامی ارمنی نام‌گذاری شده‌اند. در جدول زیر، اسامی ماه‌ها را بر اساس گاه‌شماری اصلی ارمنی آورده‌ایم و آن‌ها را با گاه‌شماری کنونی مطابقت داده‌ایم:
جدول۱ مطابقت گاه‌شماری اصلی ارمنی با گاه‌شماری کنونی
| ترتیب ماه‌ها | نام ماه‌ها            | تعداد روزها | برابر با            |
| ----------- | -------------------- | ----------- | ------------------- |
| اول         | ناواسارد (دختر هایک) | ۳۰          | ۱۱ اوت ـ ۹ سپتامبر  |
| دوم         | هُری (دختر هایک)      | ۳۰          | ۱۰سپتامبر ـ ۹ اکتبر |
| سوم         | ساهمی (دختر هایک)    | ۳۰          | ۱۰ اکتبر ـ ۸ نوامبر |
| چهارم       | تره (پسر هایک)       | ۳۰          | ۹ نوامبر ـ ۸ دسامبر |
| پنجم        | کاقوتس (پسر هایک)    | ۳۰          | ۹ دسامبر ـ ۷ ژانویه |
| ششم         | آراتز (پسر هایک)     | ۳۰          | ۸ ژانویه ـ ۶ فوریه  |
| هفتم        | مهکان (دختر هایک)    | ۳۰          | ۷ فوریه ـ ۸ مارس    |
| هشتم        | آرِگ (دختر هایک)      | ۳۰          | ۹ مارس ـ ۷ آوریل    |
| نهم         | آهکان (اسمی کهن)     | ۳۰          | ۸ آوریل ـ ۷ مه      |
| دهم         | مارِری (دختر هایک)    | ۳۰          | ۸ مه ـ ۶ ژوئن       |
| یازدهم      | مارگاتس (دختر هایک)  | ۳۰          | ۷ ژوئن ـ ۶ ژوئیه    |
| دوازدهم     | هروتیتس (پسر هایک)   | ۳۰          | ۷ ژوئیه ـ ۵ اوت     |
| سیزدهم      | آولیاتس              | ۵           | ۶ اوت ـ ۱۰ اوت      |

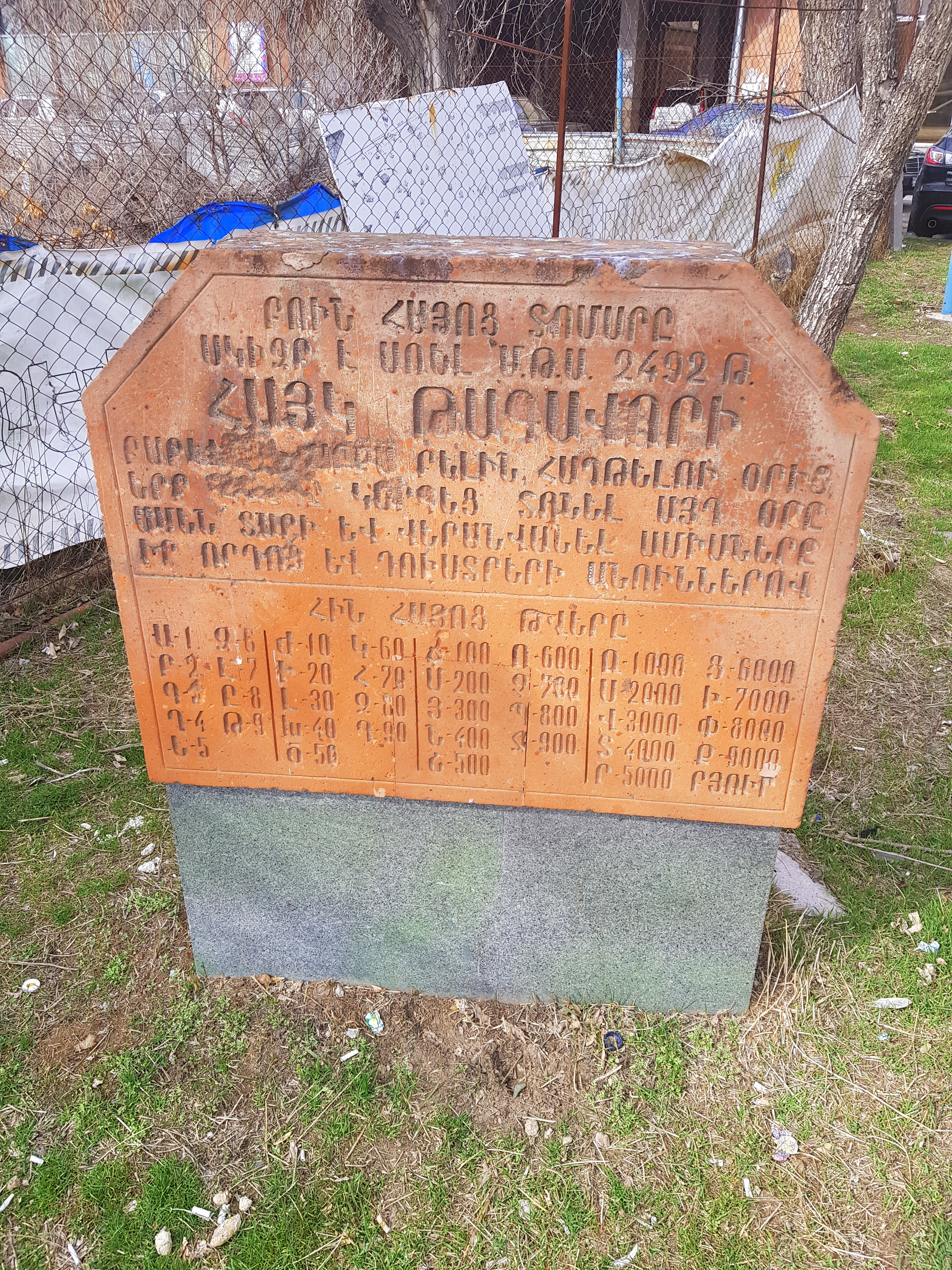

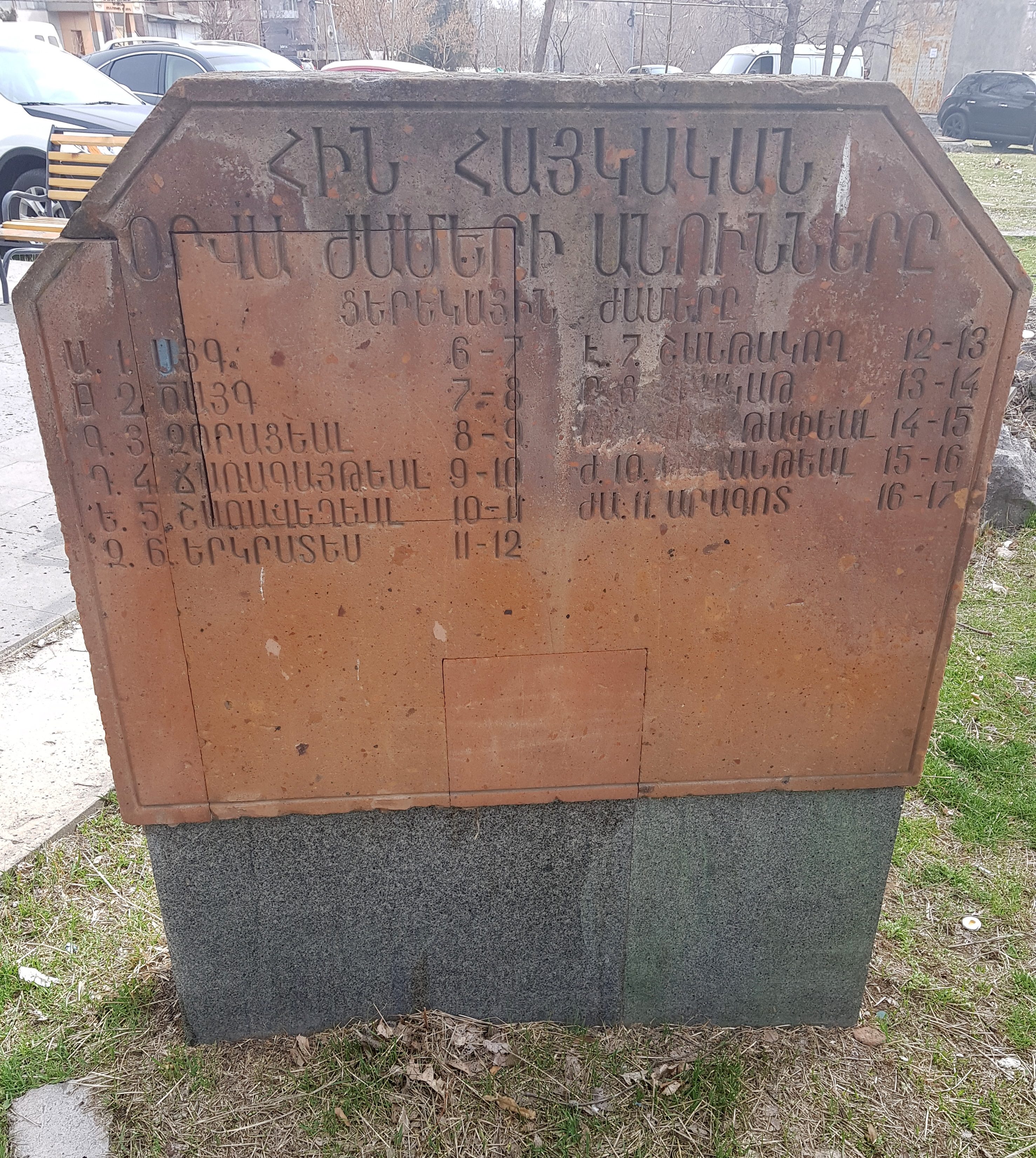

هر یک از روزهای این ۵ روز اضافی با اسامی سیارات مهم آن زمان نام‌گذاری شده‌اند. در گاه‌شماری اصلی و ثابت ارمنی، ۱روز اضافی (در هر۴ سال یک بار) در سال کبیسه به ماه مهکان اضافه می‌شده است.
بر اساس این تقویم روزها از ساعت ۶ صبح شروع می‌شد و اوقات شبانه روز نیز دارای اسامی‌ای ارمنی بودند (جدول ۲ و ۳):
جدول ۲ اسامی اوقات روز در گاه‌شماری اصلی ارمنی
| ترتیب | ساعت  | نام ساعت    | به معنای                     |
| ----- | ----- | ----------- | ---------------------------- |
| ۱     | ۷–۶   | آیگ         | بامداد، اول صبح و سحرگاه     |
| ۲     | ۸–۷   | تسایگ       | زمان قبل از فرارسیدن صبح     |
| ۳     | ۹–۸   | زُراتسییال   | نیرومند و پُرزور              |
| ۴     | ۱۰–۹  | جاراگایتیال | دارای پرتو و تابش نور        |
| ۵     | ۱۱–۱۰ | شاراوِقیال   | طلوع خورشید، شعاع و تابش نور |
| ۶     | ۱۲–۱۱ | یِرکراتِس     | بینندهٔ زمین                  |
| ۷     | ۱۳–۱۲ | شانتارکوق   | صاعقه افکن                   |
| ۸     | ۱۴–۱۳ | هراکات      | ریزش قطرات آتش، آتش ریزان    |
| ۹     | ۱۵–۱۴ | هورتاپیال   | ریزش آتش                     |
| ۱۰    | ۱۶–۱۵ | تاقانتیال   | پوسته و لایهٔ نازک            |
| ۱۱    | ۱۷–۱۶ | آراگُت       | با شتاب و عجله، شتابان       |
| ۱۲    | ۱۸–۱۷ | آرپُق        | خورشید تابنده                |

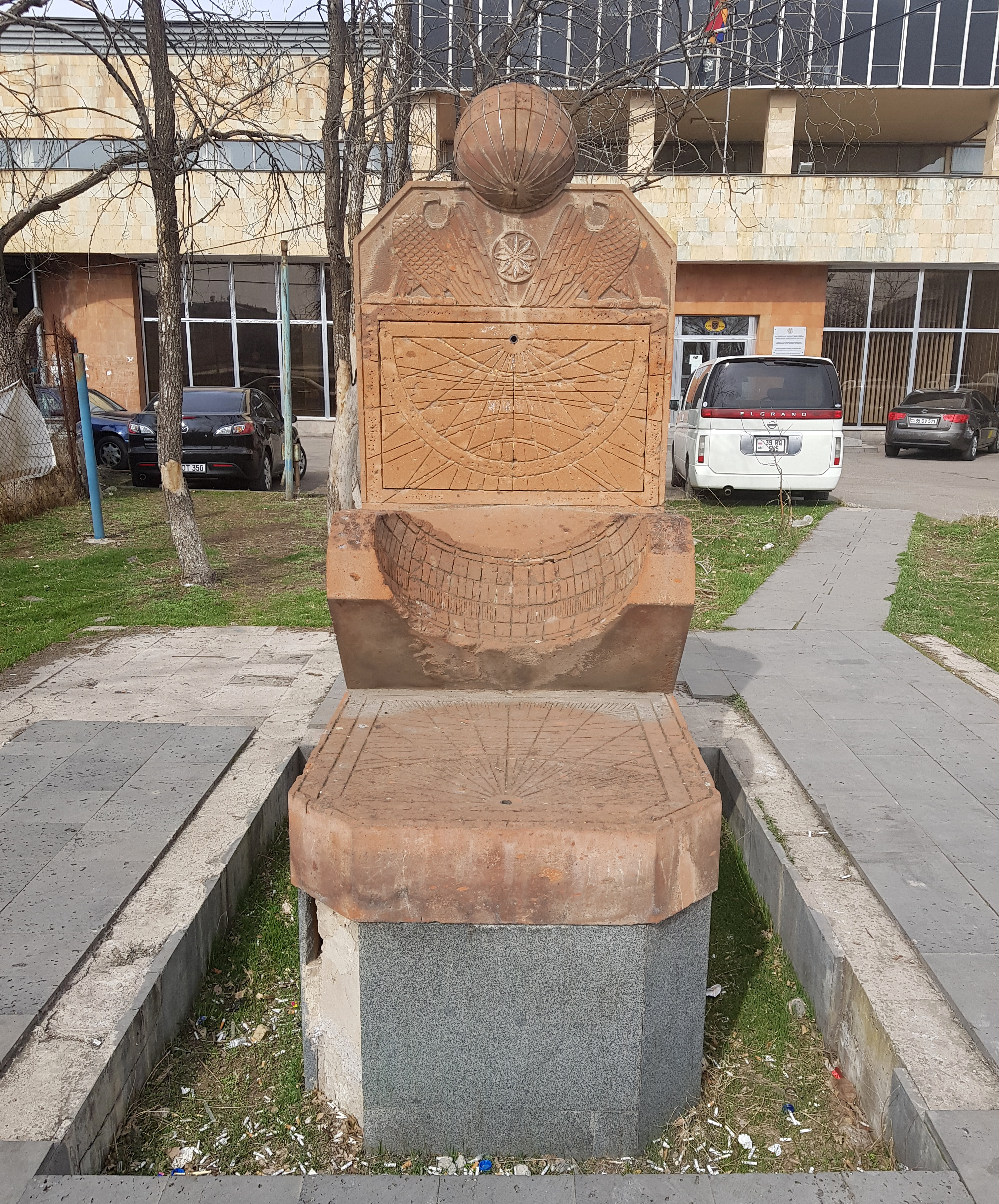

جدول ۳ اسامی اوقات شب در گاه‌شماری اصلی ارمنی
| ترتیب | ساعت  | نام ساعت | به معنای                                                         |
| ----- | ----- | -------- | ---------------------------------------------------------------- |
| ۱     | ۱۹–۱۸ | خاواراک  | تاریک و ظلمانی                                                   |
| ۲     | ۲۰–۱۹ | آغجاموقج | گرگ و میش                                                        |
| ۳     | ۲۱–۲۰ | متاتسیال | شب و تاریکی                                                      |
| ۴     | ۲۲–۲۱ | شاهاوت   | -                                                                |
| ۵     | ۲۳–۲۲ | کاماوت   | -                                                                |
| ۶     | ۲۴–۲۳ | باواکان  | کافی و بس                                                        |
| ۷     | ۱–۰   | خوتاپیال | -                                                                |
| ۸     | ۲–۱   | گیزاک    | -                                                                |
| ۹     | ۳–۲   | لوساکن   | چشم‌های نورانی یا چشمهٔ نورانی                                     |
| ۱۰    | ۴–۳   | آراوُد    | صبح و بامداد                                                     |
| ۱۱    | ۵–۴   | لوساپایل | درخشندگی و تابش (نور درخشان)                                     |
| ۱۲    | ۶–۵   | پایلاتزو | نام سیارهٔ مرکوری (مریخ) اما در معنای تحت‌اللفظی به معنی برق زننده |

جدول ۴ مطابقت اسامی روزهای هفته در تقویمی متعلق به ۲۰۰۰ سال پیش با تقویم ایرانی، انگلیسی و ارمنی.
| روزهای هفته در تقویم، ایرانی | روزهای هفته در تقویم، انگلیسی | روزهای هفته در تقویم، ارمنی | اسامی سیارات |
| ---------------------------- | ----------------------------- | --------------------------- | ------------ |
| یکشنبه                       | sunday                        | arev                        | sun          |
| دوشنبه                       | monday                        | lucin                       | moon         |
| سه شنبه                      | tuesday                       | hrat                        | mars         |
| چهارشنبه                     | wednesday                     | Paylatzu                    | mercury      |
| پنجشنبه                      | thursday                      | lusntag                     | jupiter      |
| جمعه                         | friday                        | arusiak                     | venus        |
| شنبه                         | saturday                      | yerevak                     | saturn       |

دو روز اول هفته به زبان انگلیسی ساندِی و ماندِی کاملاً با نام‌های ارمنی آن آرِو (خورشید) و لوسین (ماه) مطابقت دارند.
گاه‌شماری اصلی ارمنی تا به امروز نیز در ارمنستان معمول و رایج است. بسیاری از مردم سال نوی باستانی (۱۱ اوت) را نیز جشن می‌گیرند و هنوز فرمان ۲۴۹۲ سال پیش از میلاد هایک را از یاد نبرده‌اند.
پس از پذیرش مسیحیت در ارمنستان، علاوه بر گاه‌شماری اصلی ارمنی گاه‌شماری‌های دیگری نیز مورد استفاده قرار گرفتند، مانند تاریخ بزرگ ارمنی، که از ۱۱ ژوئیهٔ ۵۵۲م شروع می‌شود، تقویم کلیسایی و تقویم ثابت دانشمند ارمنی، هوهانس ایماستاسر، که از ۱۰۸۵م شروع می‌شود و بر اساس آن سال نو (اول ماه ناواسارد) طبق گاه‌شماری یولیانی ۱۱ اوت برگزار می‌شده است.
۱۱ اوت ۲۰۰۸م مصادف بود با سالگرد ۴۵۰۰ سالگی این گاه‌شماری کهن. گاه‌شماری اصلی ارمنی یکی از گاه‌شماری‌های دقیق و کهن دنیاست.